# Sơn Kỳ (phường)
Sơn Kỳ là một phường thuộc quận Tân Phú, Thành phố Hồ Chí Minh, Việt Nam.

## Địa lý
Phường Sơn Kỳ nằm ở phía tây bắc quận Tân Phú, có vị trí địa lý:
- Phía đông và phía bắc giáp phường Tây Thạnh
- Phía tây giáp quận Bình Tân
- Phía nam giáp các phường Tân Sơn Nhì và Tân Quý.

Phường có diện tích 2,24 km², dân số năm 2021 là 48.113 người,  mật độ dân số đạt 21.479 người/km².

## Lịch sử
Phường được thành lập vào ngày 5 tháng 11 năm 2003 trên cơ sở 212 ha diện tích tự nhiên và 18.812 người của Phường 16, quận Tân Bình, đồng thời với việc thành lập quận Tân Phú.